# Ludwig Elle
Ludwig Elle (sorbisch Ludwig Ela; * 1. April 1952 in Königswartha, Deutsche Demokratische Republik) ist ein sorbischer Wissenschaftler.

## Leben
Elle besuchte die Polytechnische Oberschule in seinem Geburtsort sowie die sorbische Erweiterte Oberschule in Kleinwelka, an der er 1971 das Abitur ablegte. Von 1974 bis 1979 absolvierte er ein Studium der Wirtschaftswissenschaften an der Karl-Marx-Universität Leipzig. Im Anschluss daran war er von 1979 bis 1985 als Fachlehrer für politische Ökonomie am Sorbischen Institut für Lehrerbildung in Bautzen tätig. In den Jahren 1980 bis 1983 absolvierte er gemeinsam mit seiner Ehefrau Elisabeth eine außerplanmäßige Aspirantur an der Hochschule für Landwirtschaftliche Produktionsgenossenschaften Meißen. 1983 promovierten sie gemeinsam mit einer Dissertation zur Entwicklung der genossenschaftlichen Landwirtschaft in der zweisprachigen Region und ihren Auswirkungen auf die Kultur und Lebensweise der Sorben zum Doktor der Agrarwissenschaften.
Ab 1985 war Elle Mitarbeiter der Abteilung Kultur- und Kunstwissenschaften des Instituts für sorbische Volksforschung, ab 1992 wissenschaftlicher Mitarbeiter der Abteilung Empirische Kulturforschung / Volkskunde im Sorbischen Institut. Seine Forschungsschwerpunkte umfassten die Sprachpolitik in der Lausitz, die statistische Erfassung des Sorbentums sowie die Vertretung sorbischer Interessen in verschiedenen Epochen. Im Jahr 2013 trat er in den Ruhestand.
Elle lebt in Rachlau.

## Schriften (Auswahl)
- mit Elisabeth Elle: Die Entwicklung der genossenschaftlichen Landwirtschaft der deutsch-sorbischen Lausitz von 1961 bis zur Gegenwart unter besonderer Berücksichtigung ausgewählter Aspekte ihrer Auswirkung auf Kultur und Lebensweise der Sorben. (Dissertation) Meißen 1983.
- Sorbische Kultur und ihre Rezipienten: Ergebnisse einer ethnosoziologischen Befragung. Domowina-Verlag, Bautzen 1992, ISBN 3-7420-0822-6.
- mit Dietrich Scholze: Minderheiten – Rechte und Realitäten. (Lětopis-Sonderheft) Domowina-Verlag, Bautzen 1995, ISBN 978-3-7420-1822-5.
- Zur Entwicklung des sorbischen Schulwesens in der DDR. Universität der Bundeswehr, Hamburg 1993.
- Minderheitensprache und Wirtschaft: Möglichkeiten zur Einbeziehung des Sorbischen in die ökonomische und administrative Praxis. Sorbisches Institut, Bautzen 2002, ISBN 3-9808608-0-9.
- Die Europäische Charta der Regional- oder Minderheitensprachen und die Sprachenpolitik in der Lausitz. Sorbisches Institut, Bautzen 2004, ISBN 3-9808608-2-5.
- Das Rahmenübereinkommen des Europarats zum Schutz nationaler Minderheiten und die Minderheitenpolitik in der Lausitz. Sorbisches Institut, Bautzen 2005, ISBN 3-9808608-4-1.
- Die Domowina in der DDR: Aufbau und Funktionsweise einer Minderheitenorganisation im staatlich-administrativen Sozialismus. Domowina-Verlag, Bautzen 2010, ISBN 978-3-7420-2176-2.
- Sorbische Interessenvertretung in Vergangenheit und Gegenwart. Sorbisches Institut, Bautzen 2012, ISBN 978-3-9813244-2-6.
- Sprachenpolitik in der Lausitz: Sprachenpolitik und Sprachenrecht im deutsch-sorbischen Gebiet 1990 bis 2014. Sorbisches Institut, Bautzen 2014, ISBN 978-3-9813244-7-1.